# Lessons in Chemistry
Lessons in Chemistry, ou Leçons de chimie au Québec, est une série télévisée américaine en huit épisodes d'environ 45 minutes écrite par Susannah Grant, diffusée entre le 13 octobre et le 22 novembre 2023 sur Apple TV+.
Il s'agit de l'adaptation du roman du même nom de l'autrice américaine Bonnie Garmus (en), publié en 2022 aux États-Unis.

## Synopsis
Après avoir été licenciée de son propre laboratoire, une scientifique des années 1950 (Brie Larson) anime une émission de cuisine télévisée pour éduquer les femmes au foyer sur des sujets scientifiques.

## Distribution

### Principaux
- Brie Larson (VF : Elisabeth Ventura) : Elizabeth Zott
- Lewis Pullman (VF : Donald Reignoux) : Calvin Evans
- Aja Naomi King (VF : Fily Keita) : Harriet Slone
- Stephanie Koenig (en) (VF : Anaïs Delva) : Fran Frask
- Patrick Walker (VF : Baptiste Marc) : le révérend Curtis Wakely

### Secondaires
- Derek Cecil (en) (VF : Jean-Philippe Puymartin) : Dr Robert Donatti
- Kevin Sussman (VF : Cyrille Artaux) : Walter
- Thomas Mann (VF : Gabriel Bismuth-Bienaimé) : Boryweitz
- Andy Daly (VF : Guillaume Lebon) : Dr Richard Price
- Marc Evan Jackson (VF : Christian Gonon) : Dr Leland Mason
- Paul James (VF : Diouc Koma) : Charlie Sloane
- Rainn Wilson (VF : Lionel Tua) : Phil Lebensmal

### Invités
- Tate Ellington (VF : Jérémy Bardeau) : Dr Bates
- B. J. Novak : Six-Thirty, le chien (voix)
- Beau Bridges (VF : Jean Barney) : Wilson
- Ashley Monique Clark : Martha Wakeley
- Rosemarie DeWitt : Avery Parker
- Nicolas Coster : Paul Astor

 Source et légende : version française (VF) sur RS Doublage

## Production
En janvier 2021, il est annoncé qu'Apple TV+ a commandé une série avec Brie Larson comme actrice principale et productrice exécutive. La production commence en août 2022 avec Lewis Pullman, Aja Naomi King, Stephanie Koenig, Patrick Walker, Thomas Mann, Kevin Sussman et Beau Bridges qui ont rejoint le casting.

## Épisodes
1. Little Miss Hastings
2. Elle et lui (Her and Him)
3. Mort-vivants (Living Dead Things)
4. Instinct primitif (Primitive instinct)
5. CH3COOH
6. Hercule Poirot (Poirot)
7. Le Livre de Calvin (Book of Calvin)
8. Premier cours de chimie (Introduction to Chemestry)

## Distinctions

### Nominations
- Golden Globes 2024 : 
  - Meilleure mini-série ou du meilleur téléfilm
  - Meilleure actrice dans une mini-série ou un téléfilm pour Brie Larson